# Кунашацький район
Кунашацький район - муніципальне утворення в Челябінській області  Російської Федерації.
Адміністративний центр - село Кунашак.

## Географія
Знаходиться район на північному сході Челябінської області, межує на півночі зі Свердловською і Курганської областями. На його території знаходиться частина земель Східно-Уральського державного заповідника. Пам'ятки природи - єдине солоне з лікувальними властивостями води озера Чебакуль і Айдикуль, ділянки долин річок Караболка і Багаряк, Журавлинне болото.

## Історія
У 1917-1930 рр. територія району входила до Аргаяшського кантону складі Башкирської АРСР. 17 січня З 17 січня по 17 листопада входила до складу Аргаяшського башкирського національного округу. У листопаді 1934 року при розукрупнення Уральської області район був переданий до складу Челябінської області.

## Економіка
Основа економіки району - аграрний сектор. Сільськогосподарські підприємства спеціалізуються на обробітку пшениці, гречки, буряків, соняшнику, кукурудзи, на розведенні великої рогатої худоби. Найбільша частка у виробництві припадає на випуск харчових продуктів